# 京都機械工具
京都機械工具株式会社（きょうときかいこうぐ、英: KYOTO TOOL Co., Ltd. 、略称:KTC）は、京都府久世郡久御山町に本社を置く工具メーカー。創業は1950年。製品の品質の高さに定評がある。2013年現在、登記上は京都市伏見区に本店があるが、実際の業務は久御山町で行われている。

## 概要
1950年に第二次世界大戦前より日本海軍航空隊への工具の納入に携わっていた京都機械株式会社の齋藤喜一・山崎宗次郎・宇城正行3名が独立し「京都機械工具株式会社」を創業。トヨタ自動車の車載工具として採用されたことをきっかけに業界で確たる地位を築き、日本の上質工具の代名詞とも言われる。その後の日本の自動車産業の発展と同時に、KTCの業績も向上していった。当時、通産省優良自動車部品A級認定と防衛庁銘柄指定も受けている。
日本を代表するハンドツールメーカーで、同社によればアイテム数・生産量ともに国内No.1を誇る。KTC、ネプロスブランドの工具や関連商品を製造・販売している。京都ツールと略されることもあるが、一般的には同社の代表ブランド名であり略称のKTCが使われており、1950年代の製品にも「KYOTO K.T.C.」の刻印が見られる。
他国の老舗工具メーカーと比較すると歴史は浅いと言えるものであるが、製品の品質を維持するため、下請けを使わず、自社工場での一貫生産を行うなどし、熱間鍛造技術は世界でもトップクラスと評され、日本のメーカーならではとも言える高い品質管理に定評がある。表面仕上げは梨地を基本としているが、NEPROSシリーズなどでは鏡面仕上げを採用。既成の製品のほか、特注にも対応。2013年現在は製品の幅を自転車用工具にまで広げている。
またその高い技術力が評価され、2010年までに76ヶ国から見学者が訪れている。
東京証券取引所第二部上場、証券コード5966。

## 沿革

### 創業まで
戦前から工具を製造し海軍に納入していた染色機械工具メーカー、京都機械にルーツがある。
創業者のひとりである齋藤喜一(1908-1991)は当時津田駒工業のエンジニアであったが、派遣されていたボンベイで京都機械株式会社の製造部長と知り合い、請われて1939年に京都機械へ入社した。
山崎宗次郎(1919-2004)も病を患い海軍工廠を退職したあと、2年後となる1939年に同社へ再就職。
宇城正行(1917-1997)は日中戦争から復員した1942年に同社に入社。
以上の3人は技術者であるが、藤田栄一(1917-1988)は営業畑の人材であり、1941年に同社に入社。ただし1950年には退社している。
京都機械は日本が戦時色を強めていくにつれ、染色機械はあまり作られなくなり、1939年には日本海軍航空隊のもちいる整備分解工具の専門工場となる。最盛期には3000人を越える人数が勤務しており、外注先も100社を越えたと言う。
1945年の敗戦以降も京都機械は続くが、創業者たちはアメリカ製のソケットレンチやスウェーデンのバーコ社の高品質な工具に感銘を覚え、同社に「一流志向」が産まれた。山崎はその頃いち早く自動車の生産再開に着手していたトヨタへアプローチし、車載工具としての採用を取り付けていた。しかし1950年頃、不況により京都機械は、工具部門の整理縮小が行われることとなった。齋藤・山崎・宇城は「独立」の決意を固めるに至った。

### 創業以降
1950年5月、齋藤、山崎、宇城の3名は京都機械を退社。京都市南区西九条比永城町に24坪の工場を借り、創業者3人、京都機械からの移籍が4名、さらに工場の貸主である某社から1名、合計8名で創業した。なお藤田は創業者らの説得により、別の企業に在籍したまま、社外役員として経営に参加する。6月には車載工具の低価格化を狙うトヨタが、納入元を京都機械から京都機械工具に切り替える。その後朝鮮戦争特需により自動車業界と足並みを揃えるように、京都機械工具の業績も右肩上がりとなる。
1950年8月2日、京都機械工具株式会社が正式に発足。資本金は100万円。社長は齋藤が務めた。当時はスパナを手がけていたが、工程の全ては外注であった。なお製造と販売は分離しており、販売は藤田の在籍する京華産業に委ねられた。当時の商標は「京」の字を円形にした「工」の字で囲ったもの。工の字が二重丸に見え、「二重京丸」として親しまれた。
- 1950年 - 10月ごろから翌年にかけて、京都市南区東九条烏丸町に一貫生産が可能な工場(烏丸工場。工場165平方メートル、空き地132平方メートル)を設け、会社と生産の移転を行う[22]。旧工場もメッキ設備を新設するなどして並行使用される[23]。
- 1952年 - 資本金を200万円に増資し京都市中京区西ノ京中合町の土地を買収し、御池工場(敷地1653平方メートル)を建設。10月には本社を移転、鍛造工場も作られ、完全な一貫生産体制が整う[24]。
- 1953年 - スパナ、プライヤー、モンキーレンチのJIS表示を取得[25]。資本金を400万円に増資(以下割愛)[26]。従業員数は53人に増加した[27]。
- 1956年 - 防衛庁の、1958年には日本国有鉄道の納入指定を得る[26]。
- 1957年 - 京都市伏見区下鳥羽長田町で14850平方メートルの土地を購入。営業を委ねていた京華産業が東京事務所を設立[28]。伏見工場は1960年9月から随時稼働を開始[29]。
- 1959年 - 8月、ソケットレンチの搾出加工製造の特許を出願。戦時中に見たアメリカ製のソケットレンチを越える品質のものを製造できるようになった[30]。
- 1961年 - アメリカのフラーツール社への輸出を開始。車載・市販・輸出を同時に手がけるようになる[31]。
- 1964年 - 伏見工場に本社と工場を移転[32]。1966年には隣接地を1755.6平方メートル買い取り、さらに規模を拡大[33]。御池工場の跡地は「御池ゴルフ」となった[32]。
- 1966年 - 京都機械工具はトヨタの車載工具の90%を納入しており、トヨタの業績の向上に伴い、日本の作業工具メーカーでトップの業績を得るに至った。市場占有率は10.1%[34]。この年から京都府久世郡久御山町での土地の買収を始める。伏見工場では近隣に対する震動・騒音の公害が発生しており、また当地に国道1号枚方バイパスが開通されるなどしたため[35]。なおこの頃から、熱処理、鍛造、メッキと、工程別に子会社を3社独立させている[36]。
- 1968年 - 11月、久御山工場(敷地面積39000平方メートル[37])が操業開始。なお完成ないしは移転完了(表面処理工場除く)は1979年[37][38]。久御山工場への完全移転および伏見工場の閉鎖は2000年2月[39]。
- 1970年 - 輸出製品向けに特化した北陸ケーティシーツール株式会社を設立。工場の敷地面積約45000平方メートル、操業は1971年3月から。当時の売上高の内、輸出は20%を占めていた[40]。また、1973年時点でその内90%以上はアメリカが対象であった[41]。
- 1973年 - 販売部門を京華産業から、京華産業工具部を独立させた新会社であるケーティーシー販売株式会社に移管。京華産業工具部からは23名が移籍、京都機械工具からは5名が移籍し、新規入社4名の32名体制であった[42]。同年、同社東京営業所が竣工。次いで仙台、広島など、営業拠点は8箇所となる[43]。
- 1980年 - 3月、大阪証券取引所第二部、京都証券取引所上場。この頃の資本金は6億500万円[44]。社長である齋藤が勲四等瑞宝章受章。なお1975年には藍綬褒章を受章している[45]。
- 1981年 - 齋藤が社長を退き会長となり、専務の山崎が社長に、宇城が副社長となる[46]。
- 1982年 - デラックス工具セット発売(後述)。藤田が社外取締役を退任。
- 1984年 - ミラーツール発売(後述)。ケーティーシー販売を吸収合併[47]。伏見工場跡の遊休地活用、およびKTCツールのアンテナショップとして連結子会社「株式会社アサヒプラザ」(ホームセンター事業)設立[51]。
- 1986年 - 精密金型事業に進出[52]。
- 1988年 - 本社事務所を久御山町に移転[53]。
- 1989年 - 佐藤浩輔が社長に就任(もともとは三菱銀行から顧問として出向)。創業以来の「創業者トリオ」体制に幕が引かれる[54]。
- 1992年 - トヨタがコストダウンのために、これまで月に1億円の売り上げを占めていた車載工具のオプション化を実行。輸出車向けへの出荷は継続されるも、車載工具の需要は減少の一途を辿る[55]。
- 1994年 - ネプロス発表。鈴鹿サーキット公認ツールに認可[* 4][56]。
- 1995年 - ネプロス発売。TMP優秀賞受賞[57]。中国福建省に合弁会社「福清京達師工具有限公司」を設立。1997年からは現地での生産を開始[58]。ただし高級品の生産は行っていない[59]。
- 2001年 - トヨタF1チームとテクニカルパートナー契約を締結。
- 2002年 - 21世紀バージョンツール発売。企業ミュージアム「ものづくり技術館」完成。
- 2003年 - 第16回日経ニューオフィス推進賞「経済産業大臣賞」受賞
- 2004年 - 中国上海市に合弁会社「上海凱特希工具貿易有限公司」設立(2008年解散)[60][61]。
- 2013年 - 大阪証券取引所と東京証券取引所の現物株市場統合に伴い、東京証券取引所2部に上場。11月、子会社「アサヒプラザ」を解散・清算することを発表[62][63]。清算完了は2015年3月末の見込み。

※ 特記無き場合、公式サイトの沿革に因る。
※ 1964年 - 1988年までの間は京都市伏見区下鳥羽渡瀬町101に本社があった。跡地には連結子会社であるホームセンター「アサヒプラザ」(1984年設立)があったが2013年末に撤退(後述)。そののちは従来よりあった西友「下鳥羽店」、「ひごペットフレンドリー京都店」が営業を行っている。
「アサヒプラザ」では「KTC ワールド」ブースでKTC工具の直接販売も行っていたが、大手企業との価格競争により業績低迷が続き、事業の継続は困難として2013年11月20日、「株式会社アサヒプラザ」の解散、清算が取締役会で決定、2013年末をもって下鳥羽店、長岡京店共に閉店することとなった。京都新聞での報道によれば、今後は経営資源を工具事業に集中する見通し。
なおアサヒプラザは一号店が伏見区下鳥羽。1991年に南区吉祥院に出店しているがこれは1994年に撤退。1995年からは長岡京市に出店していた。

## 職場災害
京都機械工具は1959年、職場災害の度数率38.49、強度率7.57と惨憺たるありさまであり、1960年には当局から「特別安全指導事業所」に指定されてしまっている。同社は安全委員会を発足させるなどし、3年後には度数率2.09、強度率0.05にまで低下させることに成功した。1962年には京都労働基準局長安全優良賞、1969年には労働大臣安全進歩賞、1972年に労働大臣安全優良賞を受賞している。

## 主な製品
京都機械工具社史によれば、同社の製品は質実剛健で実用本位なヨーロッパ製工具と、メッキでピカピカに光るアメリカ製工具の長所をミックスしたものであるという。

### Dツール / TOOL SAFE
デラックスツール。
1981年、創業メンバーの一人である齋藤が著名な上質工具メーカーであるスナップオンを意識し、それに負けない品質の工具を作ろうと考えた。それがデラックス工具ツール、Dツールである。京都機械工具社史によれば、計画の実施は1982年3月となっている。

翌1982年、これは「TOOL SAFE」と言う名で、工具セットのかたちで発売、当時10万円の価格であったが、シリアルナンバーのついた限定の3000セットはあっと言う間に完売した。これを紹介した文献では「幻のDツール」と銘打っている。また、ツールを収納する箱のデザインにもこだわったものであった。ちなみにラチェットレンチは、1950年代の「スナップオン」のそれにそっくりであったと言う。
特徴としては、コストを度外視し品質を追求。従来工具にはニッケルクロームバナジウムを用いていたものに、モリブデンを配合。クロームメッキの仕上げには1本1本を手で磨き上げると言う念の入れようで、工具評論家の高野倉匡人によれば、スパナなどは当時の日本製の工具としては、信じられない薄さのものであったと言う。
このDツールが、後のミラーツール、ネプロスの誕生のきっかけとなる。

### ミラーツール
1982年発売、創立35周年記念品でもある。
鏡面仕上げされた工具で、京都機械工具によれば、「世界に飛躍するKTC」をコンセプトとし、整備作業を終えたあとに工具の油汚れを拭き取った時に工具が美しく輝くことで、プロメカニックのプライドを満足させようという狙いもあった。主力市場はプロのメカニックであるが、日産自動車の最高級車にも搭載されていた。
高野倉によれば、工具に「美しさを追求」したミラーツールは、日本国内の工具史上に衝撃を与えたと言う。やはりスナップオンを意識しているとしているが、当時のKTCはまだ鏡面仕上げの技術が未成熟であり、時期尚早であったと評価されることも多いと言う。限定品の木柄モデルのラチェットレンチもあり、これには2005年現在、プレミアムがついている。
ミラーツールは1998年まで生産された。

### ネプロス
ネプロス（nepros ）またはミラーネプロスは、ミラーツールの後を受けた同社の最高級ブランド。創立45周年を記念し、1995年発売。なお「ネプロス」は「new professinal satisfaction」のイニシャルを取ったもの。
より強い、より使いやすい、より美しい、をコンセプトに開発されたもので、鏡面仕上げを施された光沢を持つ地肌が特徴。KTCは工場内に大規模なメッキ設備を持っており、そこでメッキが行われる。工程はセラミック製の石と研磨材の入った容器の中で工具を泳がせ表面を研磨するバレル処理(この段階で表面はほぼ鏡面となっている)の後、半光沢ニッケル、光沢ニッケル、クロム、と、三層のメッキ処理が行われる。
なおネプロスについては、その美しさがためか、それが本体を傷つけないように旋盤加工時に削られた屑が長く伸びず、プツプツと途切れるように原料を配合した、と言う「伝説」がある。京都機械工具社史によれば、山陽特殊製鋼の協力のもと、3年を費やし新しい特殊鋼「5GQ」を開発したという。また真空焼き入れシステムや硬質系クロームメッキなどの新技術が導入されている。
本製品の一部は1995年のグッドデザイン賞を受賞した。また、1994年には鈴鹿サーキットの公認工具に指定されている。また、2000年時点でネプロスは350種のラインナップがある。

### プロフィットツール
求められる最小限の強度を保ちつつ、極力スリムに、軽く、コンパクトに仕上げたスパナ・レンチ類。通常のサイズの工具では届きにくいところに用いる事ができる、プロのメカニックを意識した製品。そのため、カタログにおいても強度周りの注意書きが複数見られる。
ネプロス系統の開発陣が意識していた海外メーカーはスナップオンであるが、プロフィットツールの開発陣が意識したものはドイツのスタビレーであると高野倉は紹介している。また、愛用者は強度以外は最高のフィーリングだ、と絶賛する者が多いと言う。

### KTC

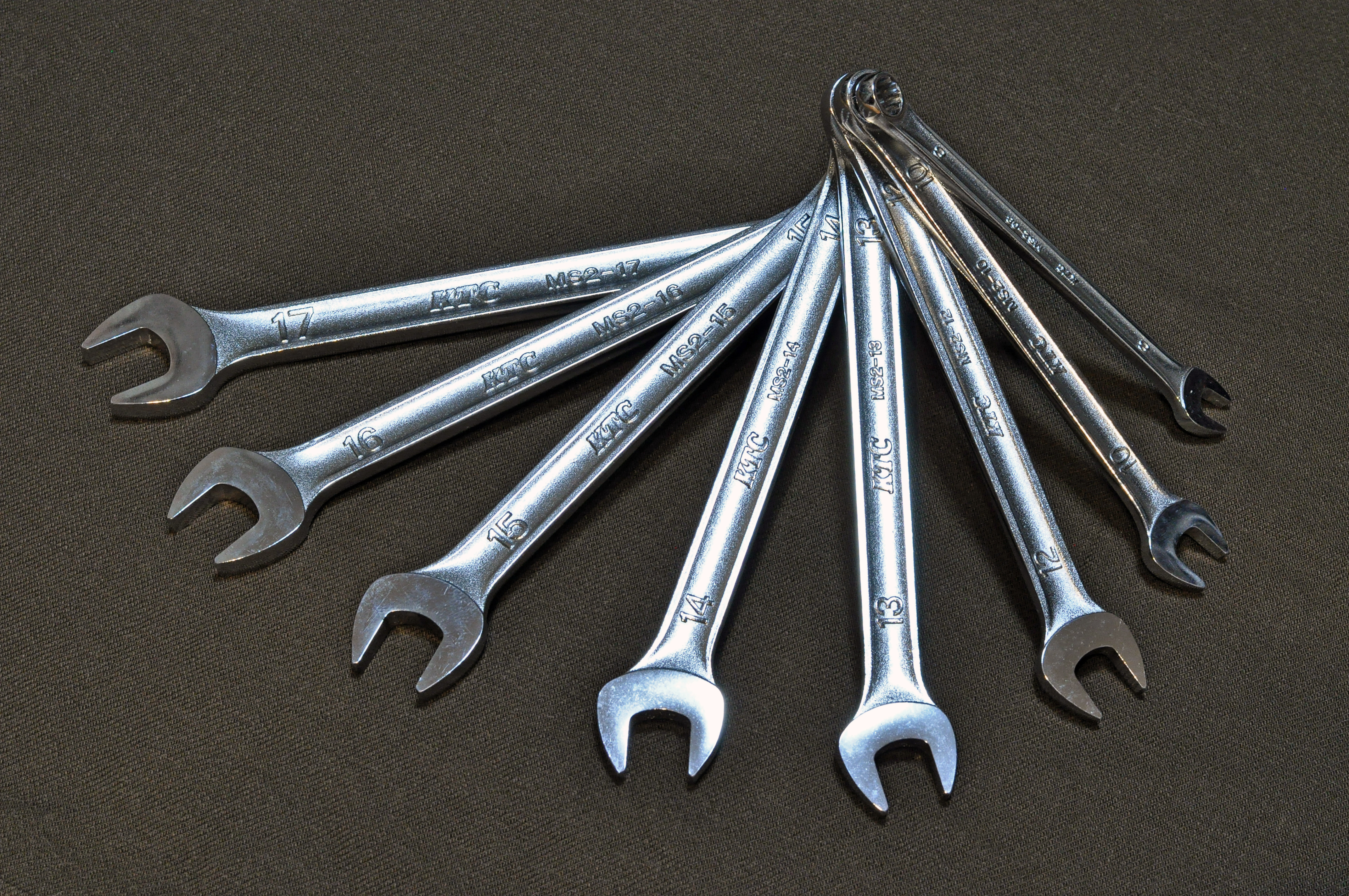
コンビネーションレンチ

同社のスタンダードブランド。スパナ、ソケットレンチといった一般的な工具から、プロの自動車整備士が使用する専用工具まで3000種類以上の商品をラインナップしている。ホームセンターなどでも簡単に手に入り、国内ではプロ・アマチュア問わず広く使用されている。2000年代に入ってからは全面的なリニューアルが行われた(21世紀バージョンツール)。

## ものづくり技術館
創業50周年を記念し、2003年4月に本社と同住所に開館した。展示品は2010年現在、KTCのラインナップのほぼ全てに及ぶ、3000点。世界各国から多くの見学者を集めている。実際に工具を触ってみることができるほか、社員などの研修にも利用される自動車用のピットも用意されている。また、KTCの歴史についての展示も行われている。その他小学生の見学向けと思われる、ガチャポンも用意されている。なお、見学は無料であるが予約制である。

## その他
- トヨタモータースポーツで使用されている工具は、KTCの工具セットを基本としている(2008年現在)[93]。
- 創業時代、熱間鍛造で「上下から同時にプレスする製法」で特許を持っていた[82]。2010年現在は手法を改良しながら冷間鍛造で用いられている[82]。

### 協賛先
各モータースポーツチームへの協賛を行っている。
- F1 - トヨタF1チーム（テクニカルパートナー）
- WRC - スズキ・ワールドラリー・チーム
- PWRC - SUBARU TEAM ARAI（新井敏弘）
- フォーミュラ・ニッポン - チームダンディライアン
- SUPER GT - エンドレスなど

## 関連文献
- KTC (2000), 工具の絵本, 京都機械工具 - 創立50周年委員会社史編纂チームによるもの。主に日本における近代工具の歴史や一部の工具の製作工程について年少者にもわかりやすく、豊富なイラストも用いて解説されている。京都府の図書館に多く蔵書されている。